# Aitolischer Bund

Griechenland um 200 v. Chr.: Makedonien orange, abhängige Staaten gelb, unabhängige violett

Der Aitolische Bund war ein Zusammenschluss von Städten in der antiken griechischen Landschaft Aitolien.
Bis ins 3. Jahrhundert v. Chr. hinein war Aitolien eine eher unbedeutendere Region Griechenlands, auch wenn ein Zusammenschluss der dortigen Poleis zu einem Bund (koinon) bereits für das Jahr 367 v. Chr. dokumentiert ist. Angesichts der Auseinandersetzungen der Diadochenkriege ab 321 v. Chr., bei denen Makedonien und andere Diadochenreiche ihre Konflikte auch auf griechischem Boden austrugen, sowie angesichts des Einfalls der Kelten (von den Griechen Galater genannt) ab etwa 280 v. Chr. gewannen die Städtebünde Griechenlands an Bedeutung und verwandelten sich in Bundesstaaten, deren Mitglieder vor allem eine gemeinsame Außenpolitik verfolgten. Neben den beiden alten Großpoleis Athen und Sparta sowie der Insel Rhodos erlangten so vor allem der Achaiische Bund (u. a. mit Sikyon und Korinth) auf der Peloponnes und der Aitolische Bund, dessen Gebiet sich zwischen Epirus, Akarnanien und Böotien erstreckte, die Rolle neuer Regionalmächte. All diesen hellenistischen Mittelmächten war gemeinsam, dass sie bemüht waren, sich im Schatten der Großmächte nicht nur zu behaupten, sondern auch auf Kosten ihrer Nachbarn zu expandieren. Bald gehörten dem Aitolischen Bund so auch viele Griechen an, die keine Aitoler waren.
Eine erste Bewährungsprobe bestanden die Aitol(i)er gegen die Galater, die 279 v. Chr. bei Delphi besiegt werden konnten. Wenig später, 277, gelang es ihnen, die Kontrolle über die delphische Amphiktyonie zu gewinnen, ohne ihr formal anzugehören. Infolge des Aufstiegs des Achaiischen Bundes unter Aratos von Sikyon kam es zwischen den beiden großen griechischen Bünden zu zunehmender Rivalität, die von den makedonischen Königen Antigonos II. Gonatas und Demetrios II. ausgenutzt wurden, um die makedonische Hegemonie über Griechenland aufrechtzuerhalten. Zeitweise gelang es Aratos zwar, auch die Aitoler als Bündnispartner gegen Makedonien zu gewinnen, in der Regel standen sich aber beide Bünde feindselig gegenüber.
212 verbündeten sich die Aitoler mit Rom gegen den antigonidischen Makedonenkönig Philipp V. und die Karthager unter Hannibal; sie konnten die Makedonen davon abhalten, effektiv in den Krieg zwischen Römern und Karthagern (siehe Zweiter Punischer Krieg) einzugreifen. 206 musste man aber aufgrund mangelnder römischer Unterstützung einen Separatfrieden mit Philipp schließen. Nach dem Zweiten Makedonischen Krieg, an dem der Aitolische Bund seit 199 v. Chr. als wichtiger Verbündeter Roms teilgenommen hatte, erwarteten die Aitoler von den Römern als Lohn für ihre Bündnistreue eine Ausweitung ihrer Macht. Umso größer war ihre Enttäuschung, als der römische Feldherr Titus Quinctius Flamininus stattdessen 196 die „Freiheit“ aller Griechen verkündete und dem Bund nur die Kontrolle über einige wenige eroberte Gebiete ließ.
Die Aitoler sahen sich betrogen. War ihnen das Eingreifen der Römer gegen die Makedonen zunächst sehr willkommen gewesen, so suchten sie nun ein Bündnis mit dem Seleukidenreich unter Antiochos III., den sie als Verbündeten gegen die Römer nach Griechenland riefen. Rom konnte Antiochos und seine griechischen Verbündeten aber fast mühelos überwältigen (siehe Römisch-Syrischer Krieg). Die Aitoler wurden daraufhin 189 v. Chr. durch die Einnahme ihres wichtigsten Hafens Ambrakia besiegt und zu extrem hohen Zahlungen an Rom verpflichtet. Sie schlossen mit den Römern ein foedus iniquum („ungleiches Bündnis“), mit dem sie faktisch die Oberhoheit Roms anerkennen mussten. Hierdurch und durch die sich anschließenden schweren inneren Unruhen wurde die politische Bedeutung des Bundes endgültig beseitigt. Nach dem Dritten Makedonischen Krieg  wurde er 167 auf das ursprüngliche Stammesgebiet der Aitoler (Ätolien) begrenzt; im Bund übernahmen mit Rom verbündete Politiker die Macht, indem sie ihre Rivalen töteten oder deportierten.
Nachdem 146 v. Chr. auch der Widerstand der Achaier und Korinther gegen die römische Herrschaft brutal unterdrückt worden war, wurde Aitolien faktisch vom römischen Statthalter der Provinz Macedonia kontrolliert, bis es schließlich unter Augustus (wohl 27 v. Chr.) der neuen römischen Provinz Achaea angegliedert wurde.
Der Aitolische Bund wird oft deutlich negativer bewertet als sein großer Rivale, der Achaiische Bund. Dieses Urteil, dem zufolge die Aitoler primitiver organisiert und vornehmlich an Beute und gewaltsamer Expansion interessiert gewesen seien, wird auch heute noch in Teilen der Forschung vertreten; es geht aber wesentlich auf die Darstellung des Polybios zurück, der selbst aus dezidiert pro-achaiischer und pro-römischer Perspektive schreibt.